# Coccophagus brunneus
Coccophagus brunneus is een vliesvleugelig insect uit de familie Aphelinidae. De wetenschappelijke naam is voor het eerst geldig gepubliceerd in 1887 door Provancher.